# Max Turilli
Marcello Turilli, detto Max (Roma, 18 novembre 1928 – Roma, 15 giugno 2006), è stato un attore e doppiatore italiano.

## Biografia

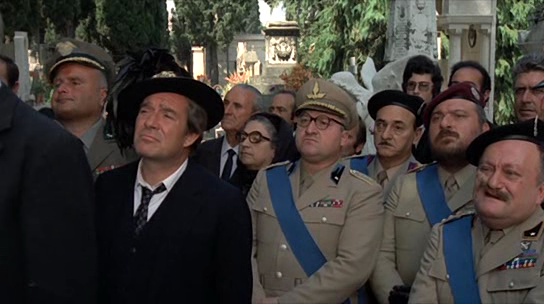
Max Turilli primo da sinistra nel film Vogliamo i colonnelli (1973)

Turilli è stato un attore italiano, considerato un caratterista versatile. La sua perfetta conoscenza del tedesco, grazie ad un accento assai credibile, seppur influenzato da una tipica cadenza da marchigiano (dialetto di cui aveva la massima padronanza), gli ha permesso di interpretare il ruolo di militari tedeschi in molti film di guerra. Inoltre, come doppiatore ha prestato la voce a Bernard Blier in Riusciranno i nostri eroi a ritrovare l'amico misteriosamente scomparso in Africa?, e a Paul Müller, nella parte del Visconte Cobram in Fantozzi contro tutti. Come attore, ha anche preso parte alla serie televisiva I ragazzi della 3ª C.

## Filmografia parziale

### Cinema
- Il processo di Verona, regia di Carlo Lizzani (1962) - non accreditato
- Dieci italiani per un tedesco (Via Rasella), regia di Filippo Walter Ratti (1962) - non accreditato
- Il terrorista, regia di Gianfranco De Bosio (1963)
- Il colonnello Von Ryan (Von Ryan's Express), regia di Mark Robson (1965)
- I barbieri di Sicilia, regia di Marcello Ciorciolini (1967)
- Dick Smart 2.007, regia di Franco Prosperi (1967)
- Attentato ai tre grandi, regia di Umberto Lenzi (1967)
- Sequestro di persona, regia di Gianfranco Mingozzi (1968)
- Rapporto Fuller, base Stoccolma, regia di Sergio Grieco (1968)
- Testa di sbarco per otto implacabili, regia di Alfonso Brescia (1968)
- Trastevere, regia di Fausto Tozzi (1971)
- Vogliamo i colonnelli, regia di Mario Monicelli (1973)
- Il sergente Rompiglioni, regia di Pier Giorgio Ferretti (1973)
- 4 caporali e ½ e un colonnello tutto d'un pezzo, regia di Bitto Albertini (1973)
- Tutti per uno botte per tutti, regia di Bruno Corbucci (1973)
- Liebes Lager, regia di Lorenzo Gicca Palli (1976)
- Signore e signori, buonanotte, regia collettiva (1976)
- La stanza del vescovo, regia di Dino Risi (1977)
- Il marito in collegio, regia di Maurizio Lucidi (1977)
- La mazzetta, regia di Sergio Corbucci (1978)
- La soldatessa alle grandi manovre, regia di Nando Cicero (1978)
- Giochi erotici nella terza galassia, regia di Bitto Albertini (1981)
- Dio li fa poi li accoppia, regia di Steno (1982)
- Bonnie e Clyde all'italiana, regia di Steno (1983)
- Arrapaho, regia di Ciro Ippolito (1984)
- Mi faccia causa, regia di Steno (1985) - versione estesa
- Il mistero di Bellavista, regia di Luciano De Crescenzo (1985)
- Montecarlo Gran Casinò, regia di Carlo Vanzina (1987)
- Animali metropolitani, regia di Steno (1988)

### Televisione
- Il mondo è una prigione, regia di Vittorio Cottafavi – film TV (1962)
- Il conte di Montecristo, regia di Edmo Fenoglio – miniserie TV (1966)
- Le inchieste del commissario Maigret – serie TV, episodio Un'ombra su Maigret (1966)
- Il complotto di luglio, regia di Vittorio Cottafavi – film TV (1967)
- Un mese in campagna, regia di Sandro Bolchi – film TV (1969)
- I giorni dei Turbin, regia di Edmo Fenoglio – film TV (1969)
- I Buddenbrook – miniserie TV (1971)
- Un'estate, un inverno – miniserie TV (1971)
- Ligabue – miniserie TV (1977)
- I ragazzi della 3ª C – serie TV, episodi 2x01-2x06 (1988)
- Big Man – serie TV, episodio 1x02 (1988)

## Doppiaggio

### Cinema
- Martin Benson in I tre nemici
- Bernard Blier in Riusciranno i nostri eroi a ritrovare l'amico misteriosamente scomparso in Africa?
- Marcella Di Folco in Di che segno sei?
- Ugo Fangareggi in L'armata Brancaleone
- Michael Fox in Frankenstein Junior
- Luke Hanson in Indiana Jones e l'ultima crociata
- Barney Martin in Per favore, non toccate le vecchiette
- Pino Patti in Per grazia ricevuta
- Robert Graf in La grande fuga
- Néstor Garay in Camera d'albergo, Spaghetti House
- Ferdy Mayne in Barry Lyndon
- Paul Müller in Fantozzi contro tutti
- Aristide Piersanti in Brutti, sporchi e cattivi
- Rudolf Schündler in L'esorcista
- Joe Warfield in Nemici... per la pelle
- John Wyman in Solo per i tuoi occhi
- Ettore Mattia in Basta guardarla
- Eolo Capritti in Al bar dello sport, I carabbinieri
- Sandro Ghiani in Sballato, gasato, completamente fuso
- Giulio Massimini in Occhio, malocchio, prezzemolo e finocchio
- Luciano Bonanni in Doppio delitto
- Paolo de Manincor in Sono fotogenico
- Giovanni Febraro in Il marchese del Grillo
- Gordon Mitchell in Il domestico

### Animazione
- Cylindric il germano in Le 12 fatiche di Asterix
- Johnny Onesto in Fievel sbarca in America
- Kehaar in La collina dei conigli